# Madera laminada

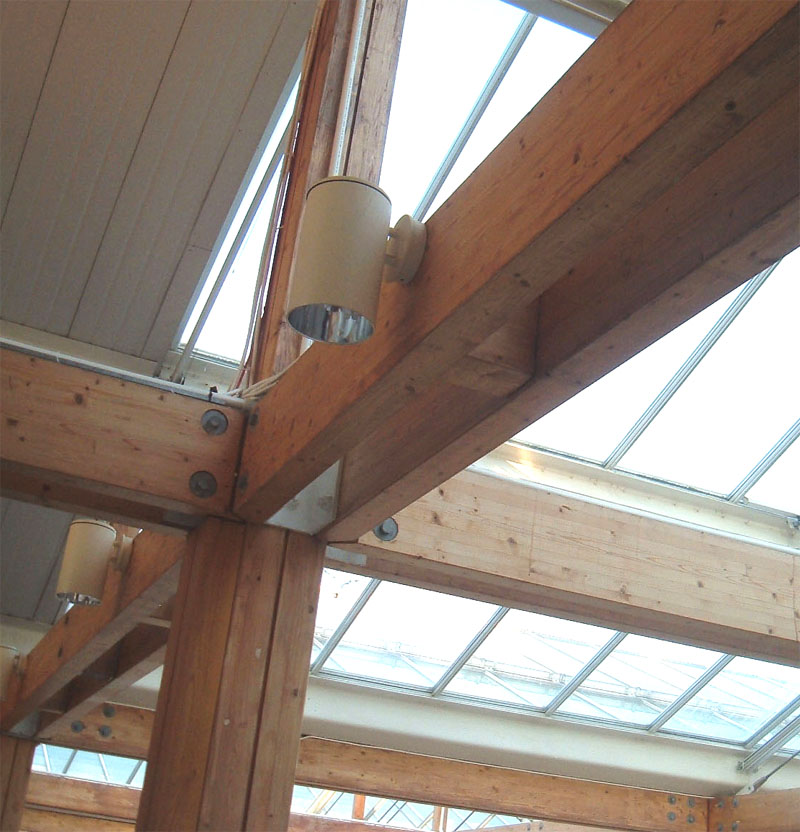
Pilares y vigas de madera laminada

La madera laminada (en inglés Glulam) es un tipo de producto de madera estructural formado por capas de madera para la construcción unidas por adhesivos estructurales, duraderos y resistentes a la humedad.

## Fundamentos

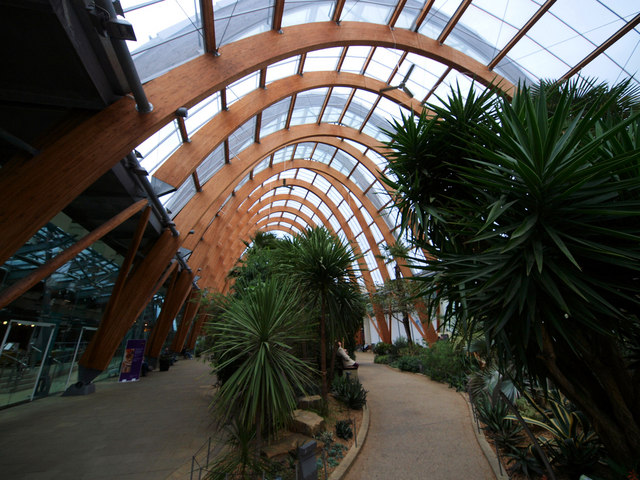
Arcos de madera laminada en el jardín de invierno de Sheffield.

Una pieza de madera laminada se obtiene al agrupar de forma paralela varias láminas de madera. Estos elementos estructurales se utilizan principalmente como columnas verticales, vigas horizontales, y arcos. Se pueden fabricar fácilmente con formas curvas y en un amplio rango de características y aspectos. Las conexiones se realizan normalmente con tornillos o planchas de acero.
La madera laminada optimiza los valores estructurales de la madera. Debido a su composición, se pueden fabricar grandes piezas de madera laminada a partir de varios árboles más pequeños cultivados en bosques jóvenes y plantaciones.
La madera laminada proporciona la fuerza y versatilidad de las grandes piezas de madera sin depender de los árboles de madera sólida y de lento crecimiento.: 3 
Como otros productos manufacturados de madera, reduce la cantidad global de la madera utilizada en comparación con las piezas de madera maciza, ya que disminuye el impacto negativo de los nudos y otros pequeños defectos en cada una de las piezas de madera. 
La madera laminada tiene mucho menor contenido energético que el hormigón armado y el acero, a pesar de que trae consigo mayor contenido energético que la madera maciza. Aun así, el proceso de laminado permite que la madera se utilice con mayores luces, cargas y formas más complejas que el hormigón armado o el acero. La madera laminada tiene una décima parte del peso del acero y un sexto del hormigón; el contenido energético para producirla es una sexta parte para una cantidad de acero equivalente en resistencia. La madera laminada puede fabricarse en una gran variedad de formas, lo que  ofrece a arquitectos libertad artística sin sacrificar requisitos estructurales. La gran resistencia y rigidez de las vigas y arcos de madera laminada permiten cubrir grandes luces sin apoyos intermedios, facilitando mayor flexibilidad en el diseño que otros métodos tradicionales de construcción con madera. La medida está limitada sólo por las consideraciones del transporte y manejo de las piezas.

## Historia

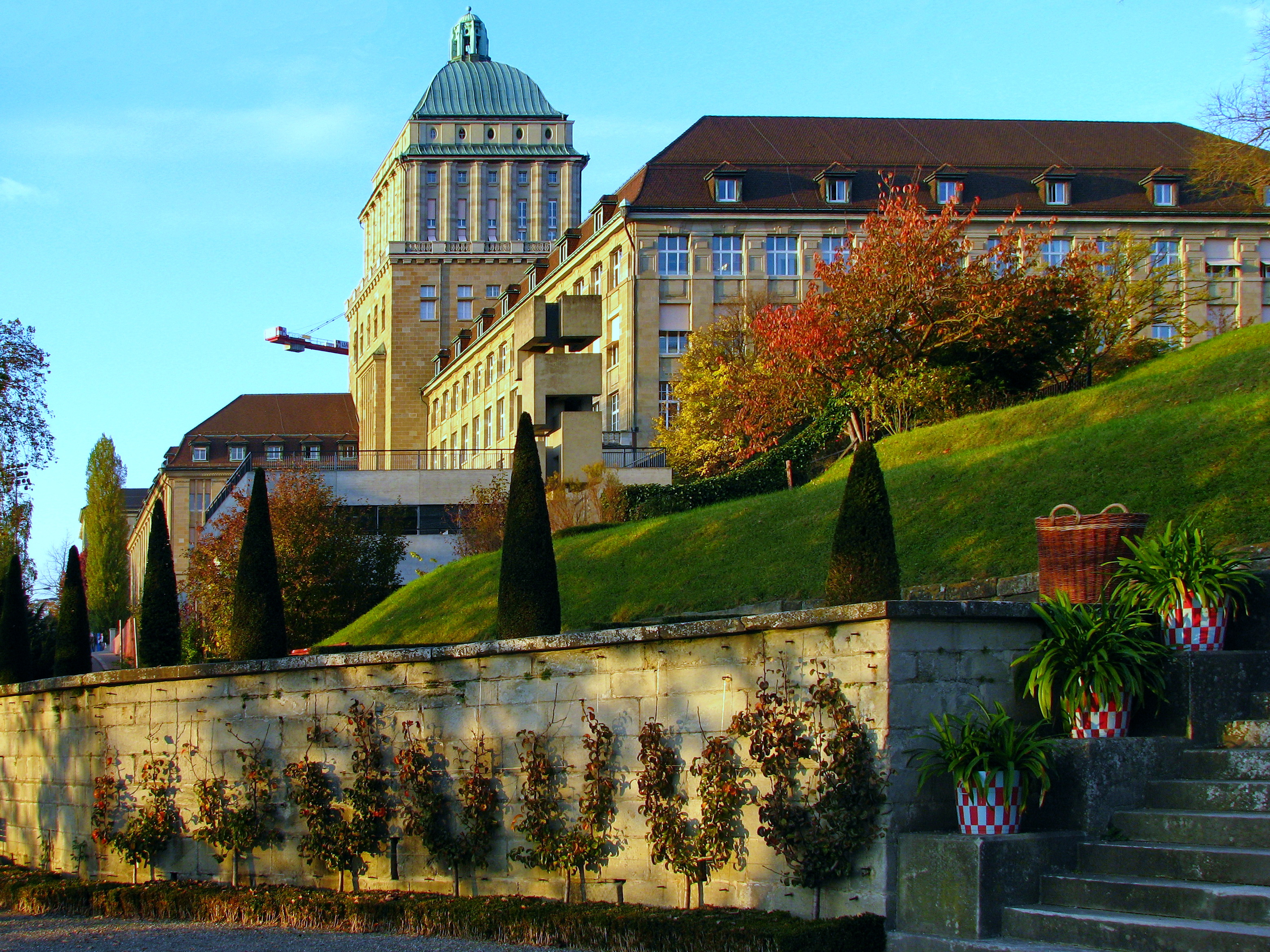
Estructura de cubierta de la torre de la Universidad de Zúrich, construida en 1911 usando el sistema Hetzer.

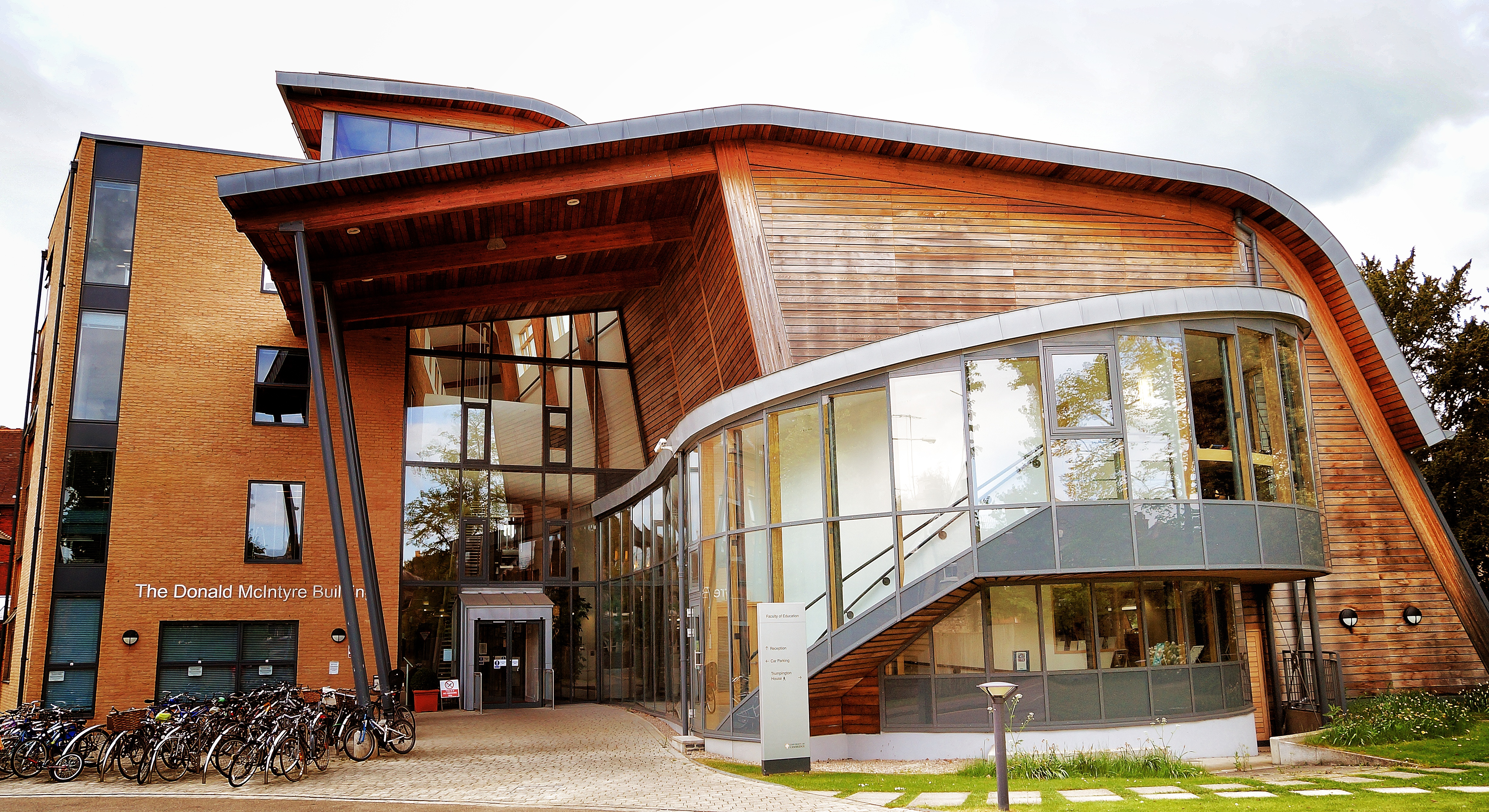
Edificio con piezas curvas de madera laminada en la Facultad de Educación de la Universidad de Cambridge.

Uno de los primeros usos de madera laminada para estructuras de cubierta se le reconoce al "King Edward VI College", una escuela en la calle Bugle, Southampton, Inglaterra, construido en 1866, y diseñado por Josiah George Poole. El edificio es ahora la Oficina del Registro Matrimonial de Southampton.
Actualmente se considera que dos iglesias en Northumberland (Inglaterra) son los casos existentes más antiguos: la iglesia "Holy Trinity" en Cambo Cambo (1842), y la iglesia "Holy Trinity" en Horsley (1844). Otras cuatro iglesias de la década de 1850 situadas en Merseyside también están construidas con madera laminada: "St. Mary" en Grassendale, "St Luke" en Formby, "St Paul" en Tranmere y "Holy Trinity" en Parr Mount, St Helens.
El primer uso patentado industrial fue en Weimar, Alemania. En 1872, Otto Hetzer instaló una serrería de vapor y negocio de carpintería en Kohlstrasse. Comenzando en 1892, realizó una serie de patentes, incluyendo una para un paviemento ventilado de madera que podía ser apretado lateralmente después de la instalación para compensar el encogimiento. Hetzer continuó patentando varios sistemas ingeniosos, pero el primer de estos aquello podría ser comparado con el posteriormente estandarizado laminado de madera se le concedió en 1906. Esta patente consistía en columnas verticales que se convertían en zonas de alero curvadas y adhesivadas, y luego se convertían en travesaños inclinados, todo ello en una única pieza laminada. Cada componente, adherido debajo presión, se formó con tres o más láminas colocadas horizontalmente. El resultado fue el primer pórtico de madera laminada. En 1909, los asesores de ingeniería suizos Terner & Chopard compraron los derechos para utilizar la patente de Hetzer y utilizar la madera laminada en diversos proyectos. Estos incluyeron la cubierta cupular con forma de campana del anteriormente Instituto de Higiene (Zúrich, 1911), actualmente el edificio principal de la Universidad de Zúrich. La tecnología llegó a América del Norte en 1934 cuando Max Hanisch, Sr., que había trabajado con Hetzer a comienzos de siglo, creó la empresa "Unit Structures" en Peshtigo, Wisconsin, para fabricar madera laminada. El primer edificio en los Estados Unidos en utilizar madera laminada fue un gimnasio escolar en Peshtigo.
Se produjo un gran avance en la industria de la madera laminada con la introducción del adhesivo resistente al agua phel-resorcinol en 1942. Esto permitió la utilización de la madera laminada en ambientes expuestos al exterior sin preocuparse por la degradación. La primera fabricación de EE. UU. estándar de la madera laminada se publicó por el Departamento de Comercio en 1963.: 4 
En la década de los 2000, la cubierta del Centro Pompidou-Metz se construyó con 16 kilómetros lineales de madera laminada. Forma un hexágono de 90 metros de diámetro con una superficie de 8,000 m². El patrón de la estructura de madera laminada forma motivos hexagonales que asemejan los patrones de cestería de un sombrero tradicional chino.

## Fabricación
La madera laminada se fabrica a partir de piezas de madera maciza asserradas, rectificadas, rematadas y pegadas en sus caras, con las vetas paralela a las capas superiores e inferiores. Las piezas individuales de madera se seleccionan y colocan según sus defectos y la estructura de la veta para maximizar la integridad estructural. Puede fabricarse para formar piezas rectas, arqueadas y dobladas / en arco, y otras disposiciones. Está disponible en tamaños estándar y personalizados.

## Madera laminada frente al acero
Un estudio del año 2002 expuso que el uso de energía, las emisiones de dióxido de carbono, y los costes para vigas de cubierta realizadas en acero implican el consumo de energía entre dos y tres veces mayor y un consumo de combustibles fósiles entre seis y doce veces mayor que si se realizan en madera laminada. Compararon ambas opciones (vigas de acero y de madera de abeto laminada) para una estructura de cubierta del nuevo aeropuerto de Oslo (Noruega). En el ciclo de vida completo la emisión de gases de efecto invernadero es menor para las vigas de madera laminada. Si se queman al final de su vida útil, se puede incluso recuperar más energía de la que se utilizó para fabricarlas. Si se desechan a un vertedero, las vodas de madera laminada son una peor alternativa frente al acero debido a la emisión de metano. Un estudio más reciente por Universidad Tecnológica de Chalmers no fue tan optimista. No obstante, mostró que mientras las emisiones de efecto invernadero son fuertemente dependientes del método usado para calcularlas, el perfil medioambiental de la madera laminada es habitualmente tan bueno o incluso mejor que el acero en un uso estructural típico. El coste de las vigas de madera laminada es ligeramente menor al de las vigas de acero.

## Desarrollos tecnológicos

### Pegamentos de resina
Cuando la madera laminada se introdujo en la tecnología de la construcción a principios del siglo XX, se utilizaron los pegamentos de caseína, que son impermeables pero que tienen una reducida resistencia a esfuerzos cortantes. Las juntas con pegamentos de caseína tuvieron fallos de adhesión debido a las tensiones inherentes en la madera. La invención de pegamentos de resina sintética curados en frío en 1928 ("Kaurit") urea-formaldehído solucionó estos problemas. Los pegamentos de resina, que son económicos y fáciles de utilizar, son impermeables y permiten una gran fuerza adhesiva. El desarrollo de pegamentos de resina contribuyó al uso masivo de la madera laminada en la construcción.

### Uniones tipo "Finger joint"
El uso de las uniones tipo "finger joint" permitió la producción de vigas y columnas a gran escala. Las uniones tipo "finger" se desarrollaron para desarrollar una amplia superficie para adhesivar. Máquinas automatizadas para realizar juntas tipo "finger" cortan las piezas de madera, las conectan y adhesivan juntas a gran presión, produciendo unas juntas resistentes y duraderas, capaces de transmitir grandes cargas comparables a la madera natural con la misma sección transversal .

### Control numérico
La fabricación con máquinas de control numérico (CNC) permite a los arquitectos y diseñadores cortar elementos de madera laminada en formas inusuales con un grado alto de precisión. Las herramientas CNC pueden moverse hasta en cinco ejes, lo que permite procesos de vaciado y corte de capas inferiores.

## Uso

### Estructuras deportivas

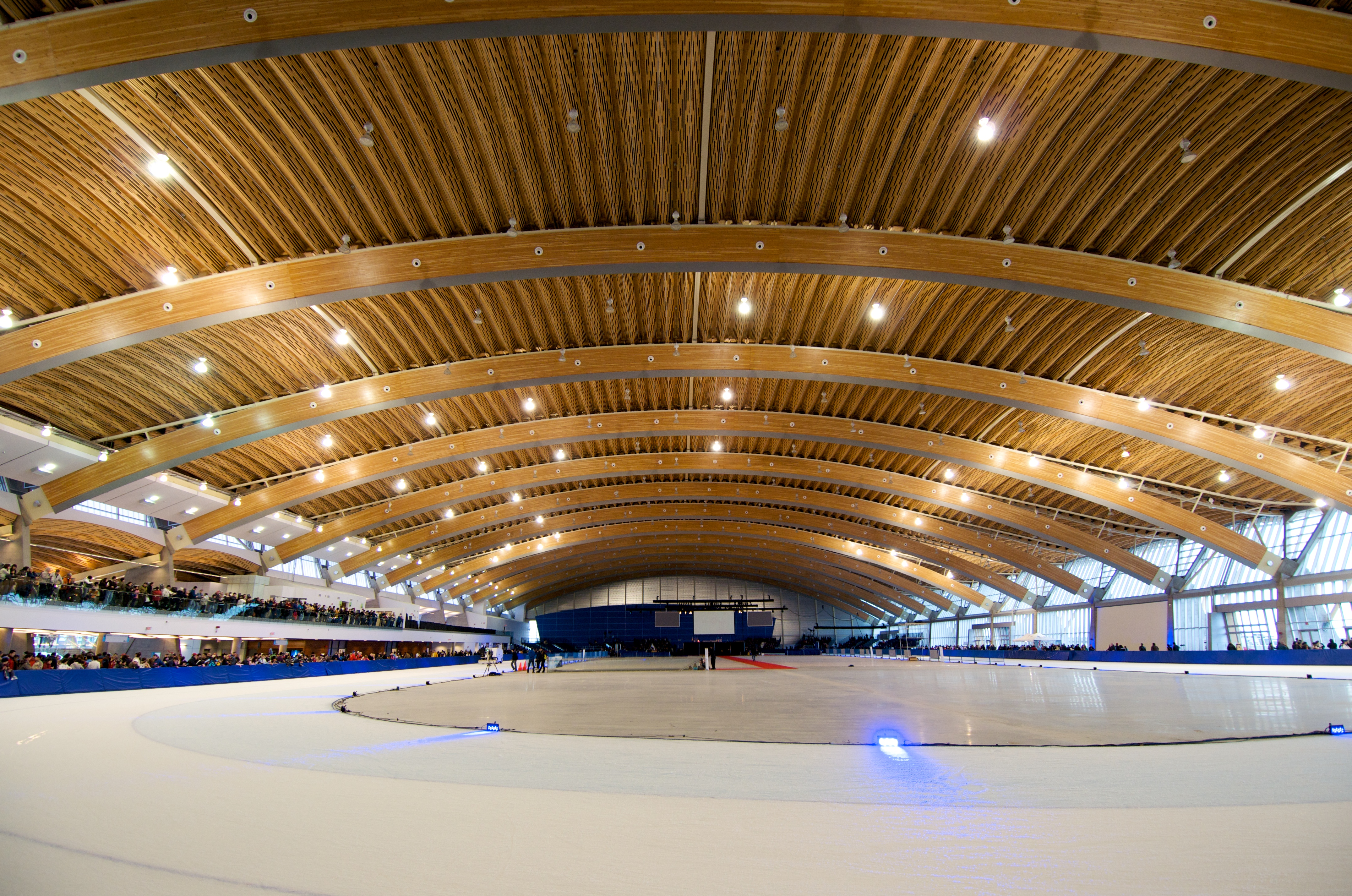
Óvalo olímpico de Richmond

Las estructuras deportivas son una tipología especialmente adecuada para estructuras de madera laminada de gran luz. Esto se obtiene por la ligereza del material, combinado con la habilidad de alcanzar grandes longitudes y grandes secciones transversales. Invariablemente se utiliza la prefabricación, y el ingeniero estructural debe desarrollar un método claro para la entrega y colocación en fases tempranas del diseño. El "PostFinance Arena" es un ejemplo de un estadio deportivo de gran luz que utiliza arcos de madera laminada de hasta 85 metros de luz. La estructura se fabricó en Berna en 1967, y se ha renovado y ampliado posteriormente. El Coliseo de Alumnos de La Universidad de Kentucky Oriental se construyó en 1963 con los arcos de madera laminada más grandes del mundo, con una lez de 308 pies y 3,5 pulgadas (93,967 metros).
La cubierta del Óvalo Olímpico de Richmond, construido para eventos de patinaje de velocidad para las olimpiadas de invierno de 2010 en Vancouver, Canadá, presenta una de las luces más grandes del mundo realizadas en madera. El techo está formado por 2400 metros cúbicos de abeto Douglas en vigas de madera laminada. Un total de 34 postes soportan los voladizos de la cubierta que se extienden más allá de los muros.
"Anaheim Ice", ubicado en Anaheim, California, es también un ejemplo de utilización de madera laminada. Disney Development Company quería construir una pista de hielo estética al menor coste, y la madera laminada era uno de los materiales más adecuados para cumplir con los requisitos del propietario. El arquitecto Frank Gehry sugirió un diseño con grandes vigas de doble curvatura de madera laminada de pino amarillo, y la pista de hielo se construyó en 1995.

### Puentes

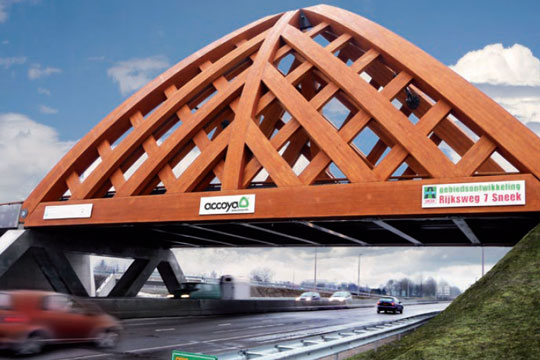
Puente de madera laminada para tráfico pesado en Sneek, Países Bajos.

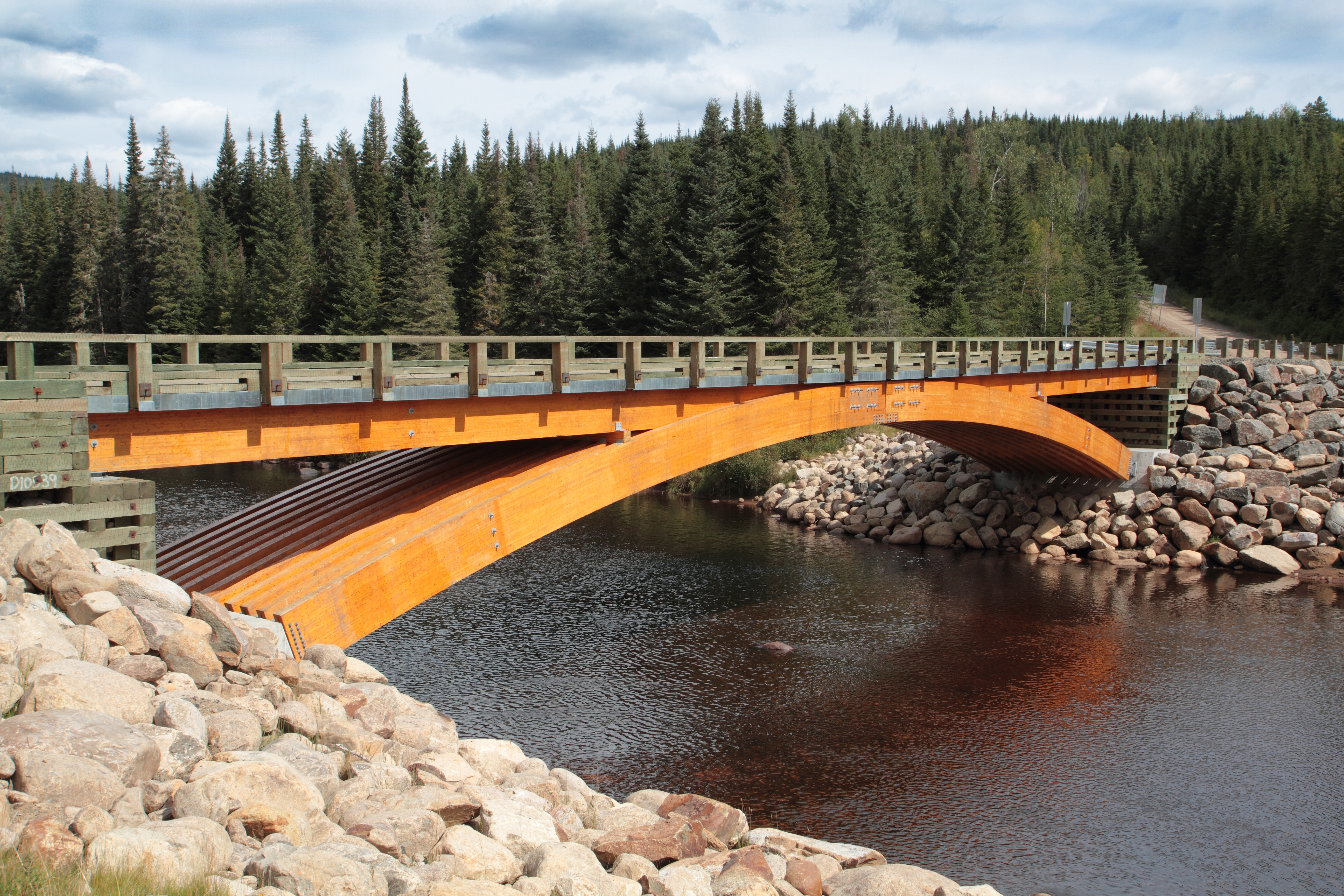
Puente de madera laminada cruzando el río Montmorency en Quebec, Canadá.

La madera laminada con tratamientos de alta presión o con maderas de especies de gran duración con muy adecuadas para crear puentes y estructuras frente al mar. La habilidad de la madera para absorber las fuerzas de impacto creadas por el tráfico y sus resistencia natural a los químicos (como los usados para el deshielo de las carreteras), lo hacen ideal para estas instalaciones. La madera laminada se usado con éxito en puentes peatonales, forestales, de autopistas y de ferrocarril. Un ejemplo en estados Unidos en es puente de Keystone Wye (Dakota del Sur), construido en 197. El Puente Da Vinci (Noruega) completado en 2001, está prácticamente construido en su totalidad con madera laminada.

### Edificios religiosos

El interior de la Catedral de Cristo de la Luz en Oakland está formada por elementos de madera laminada.

La madera laminada se usa para la construcción de edificaciones de usos múltiples como iglesias, escuelas y bibliotecas, como por ejemplo la Catedral de Cristo la Luz en Oakland, California.

### Otros

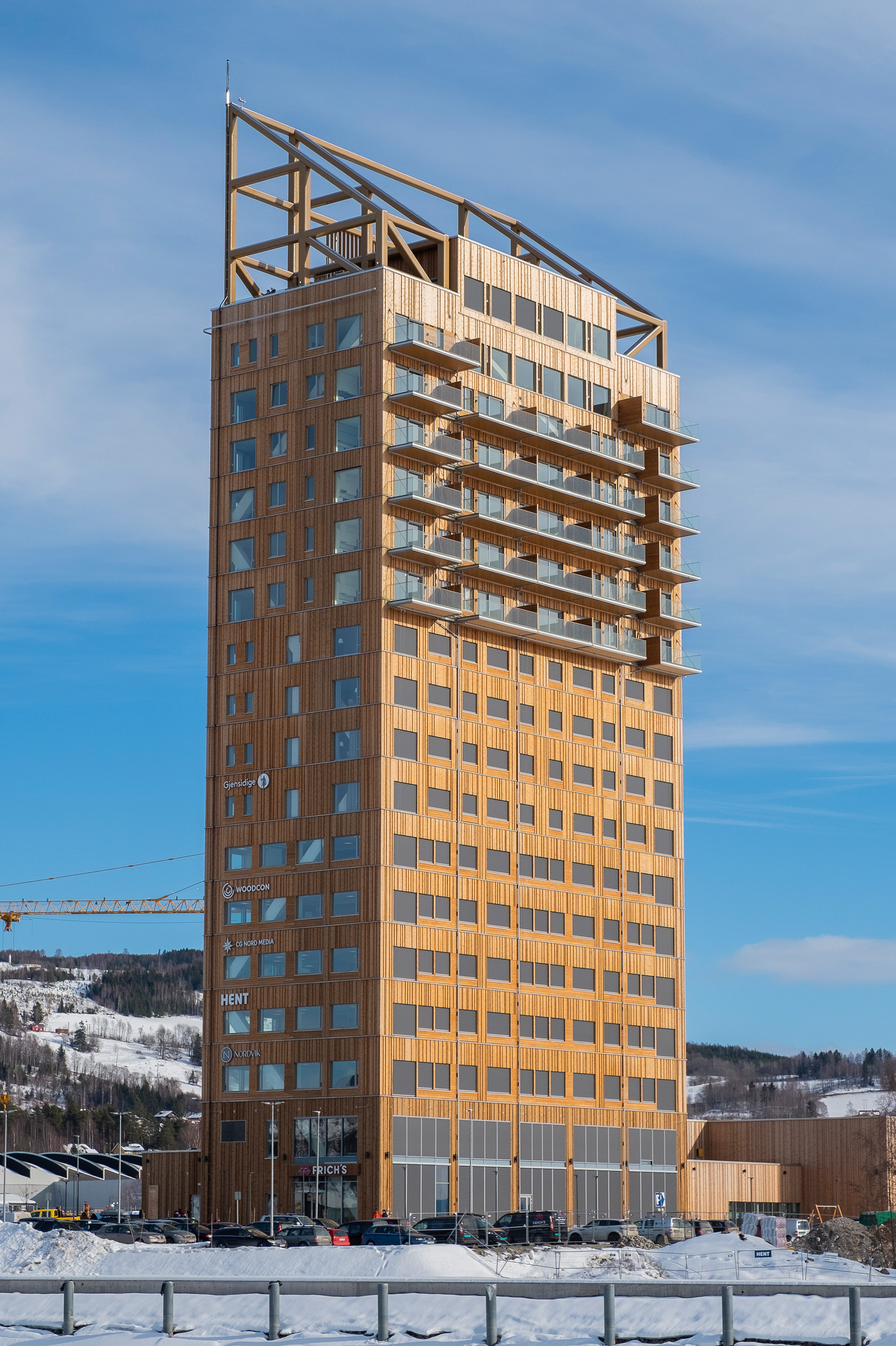
Mjøstårnet, en la orilla de Lago Mjøsa.

La estructura de madera laminada más allta del mundo es Mjøstårnet, un edificio de uso mixto de 18 plantas ubicado en Brumunddal, Noruega.
La madera laminada es un componente importante en sistemas a prueba de huracanes. Las viviendas de madera con categoría 5 de resistencia a los huracanes están construidas de madera laminada.